# Torbern Olof Bergman
Torbern Olof Bergman (Västergötland, Suecia, 1735-Motala, Suecia, 1784) fue un químico sueco, conocido por descubrir diversos compuestos (como el ácido carbónico o el sulfuro de hidrógeno) y por sus aportaciones a la sistematización de la química y de la mineralogía.

## Realizaciones
Bergman fue un científico que cultivó muchas ramas de la ciencia. En 1766 fue nombrado profesor de química en Upsala. A él se deben muchos descubrimientos importantes, entre otros los del aire fijo (ácido carbónico), el ácido oxálico, o el gas hepático (sulfuro de hidrógeno). Reformó la mineralogía basándola en la composición química de los cuerpos y fue el primero que observó la relación constante entre las formas geométricas de los cristales con la naturaleza de cada sustancia. Recomendó el uso del soplete, que él había utilizado para sus descubrimientos.
Fue el principal valedor de su compatriota Carl Wilhelm Scheele.
En 1771, cuatro años después de que Joseph Priestley idease el primer proceso para producir agua carbonatada, Bergman inventó su propio sistema a partir de sulfato de calcio y ácido sulfúrico. 
En 1777, Bergman dividió por primera vez la química en Orgánica e Inorgánica.

### Algunas publicaciones
- Descripción física de la tierra, 1770
- Análisis del hierro, 1783
- Manual del mineralogista, 1784
- Tratado de las afinidades, 1788
- Opuscula physica et chimica, 1779-1790, 1780

Nicolas de Condorcet y Félix Vicq d'Azyr elogiaron a Bergman.

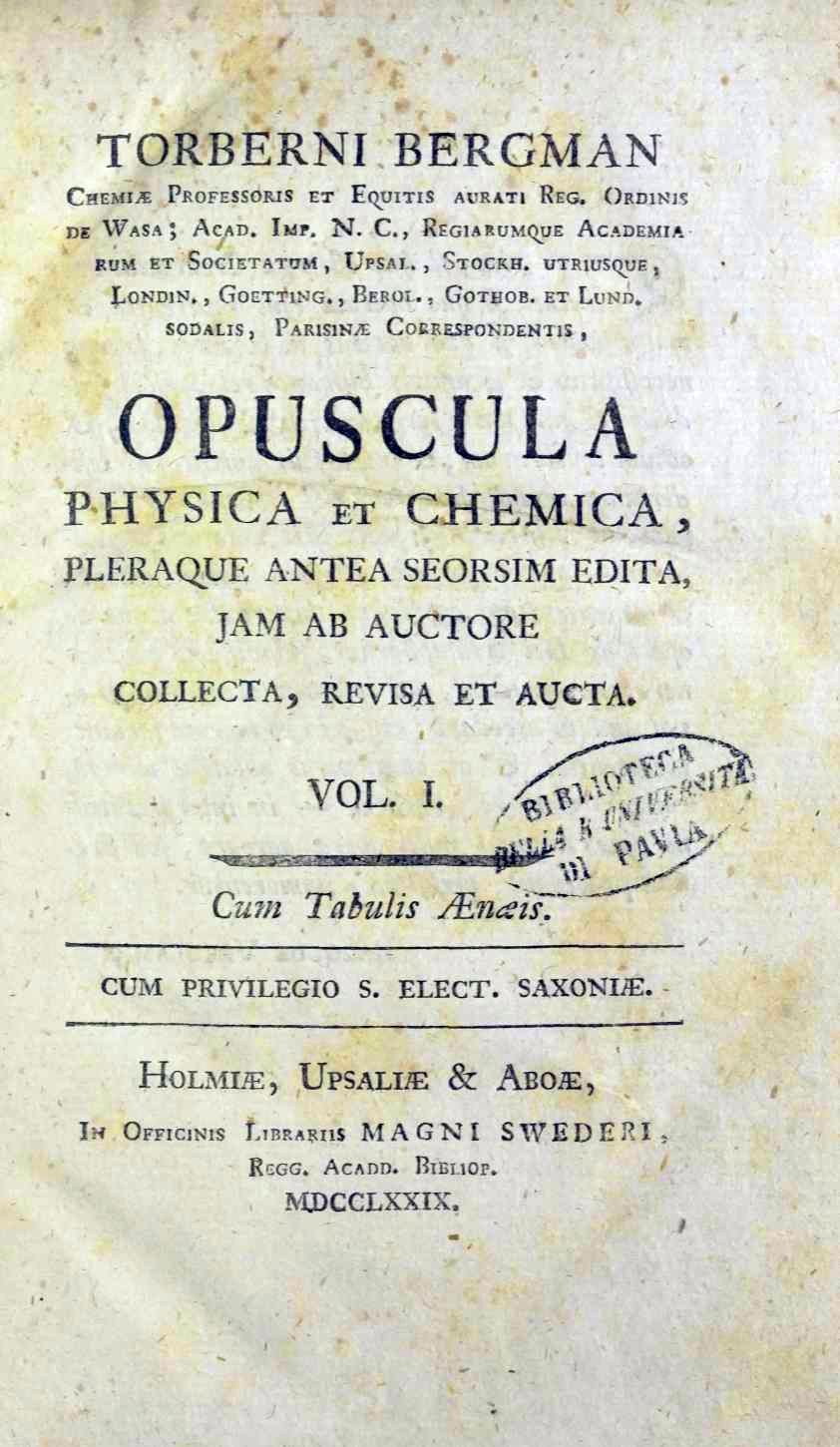
Opuscula physica et chemica, 1779

## Reconocimientos
- Nombrado miembro extranjero de la Royal Society.[2]
- El mineral secundario de uranio llamado torbernita le debe su etimología.
- El cráter lunar Bergman lleva este nombre en su honor.[3]
- El asteroide (29307) Torbernbergman también conmemora su nombre.[4]

## Lecturas relacionadas
- Mostrom, Birgitta. (1957). Torbern Bergman: a bibliography of his works. Stockholm: Almqvist & Wiksell. Includes over 300 items, including translations printed up to 1956.
- Schufle, J.A. (1985). Torbern Bergman : a man before his time. Lawrence, Kan.: Coronado Press.
- Smeaton, W.A. (1970). «Bergman, Torbern Olaf». Dictionary of Scientific Biography 2. New York: Charles Scribner's Sons. ISBN 0-684-10114-9.
- Johannes Uray, Chemische Theorie und mineralogische Klassifikationssysteme von der chemischen Revolution bis zur Mitte des 19. Jahrhunderts. In: Berhard Hubmann, Elmar Schübl, Johannes Seidl (eds.), Die Anfänge geologischer Forschung in Österreich. Beiträge zur Tagung „10 Jahre Arbeitsgruppe Geschichte der Erdwissenschaften Österreichs“ von 24. bis 26. April 2009 in Graz. Graz 2010, p. 107-125.